# 佐藤友右衛門
佐藤 友右衛門（友右衞門、さとう ともえもん、1856年8月15日〈安政3年7月15日〉 - 1933年〈昭和8年〉8月20日）は、明治から昭和初期の地主、農業経営者、篤農家、新潟県多額納税者、実業家、政治家。貴族院多額納税者議員、新潟県北蒲原郡水原町長。旧姓・山際、幼名・浪江。族籍は新潟県平民。

## 経歴
越後国蒲原郡木場村（現:新潟県新潟市西区木場）で、庄屋・山際郡司（七兵衛）、かふる夫妻の七男として生まれた。1882年（明治15年）12月、北蒲原郡水源町の大地主、先代・佐藤友右衛門の養子となり、1904年（明治37年）7月、家督を相続し友右衛門を襲名した。農業を営む。
政界では自由党に加わり、兄山際七司の政治活動を支援した。また、水原町長、同町農会長、新潟県農会長なども務めた。さらに県地主会長、県耕地協会長を歴任したほか、1927年（昭和2年）には北蒲原郡南部郷耕地整理組合長に就任し、小松江用水の開削や開田事業を進めた。
1911年（明治44年）6月10日、新潟県多額納税者として貴族院多額納税者議員に無競争で互選され、同年9月29日に就任。1918年（大正7年）6月10日でも無競争で再選され、同年9月29日から1925年（大正14年）9月28日まで2期在任した。この間、小作制度調査会委員などを務め、交友倶楽部に所属した。
実業界では、新発田貯蓄銀行取締役、東洋化学工業取締役などに在任した。

## 家族・親族
佐藤家
- 妻・キヨ（1861年 - ?、養父友右衛門の長女）[1]
- 息子[1]
- 娘[1]

親戚
- 兄・山際七司（自由民権運動家、衆議院議員）[6]